# Казуар
Казуар (Casuarius) — єдиний сучасний рід великих нелітаючих птахів родини казуарових ряду казуароподібних, що мешкають у тропічних лісах Нової Гвінеї і на північному сході Австралії.

## Етимологія

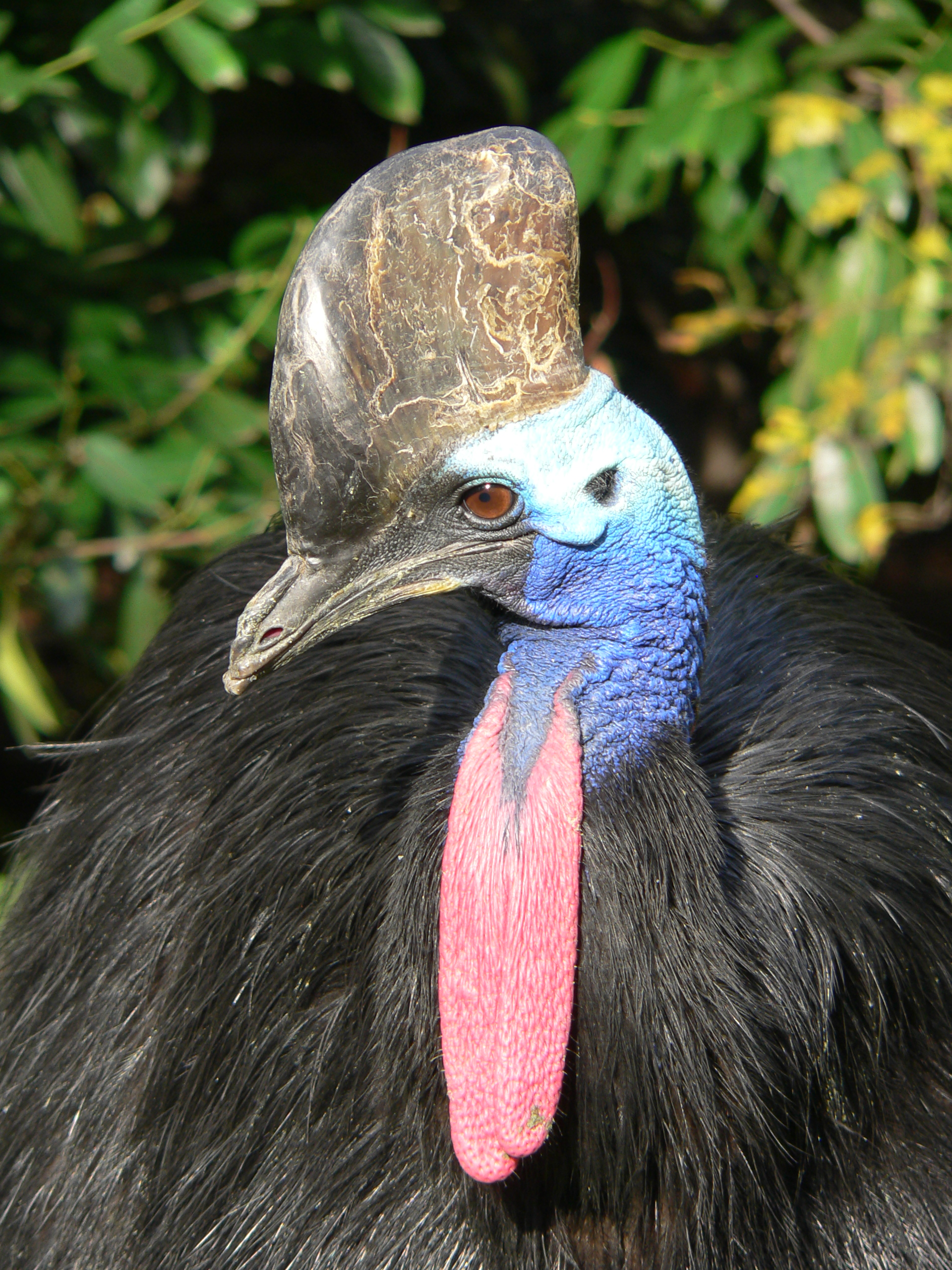
Казуар звичайний

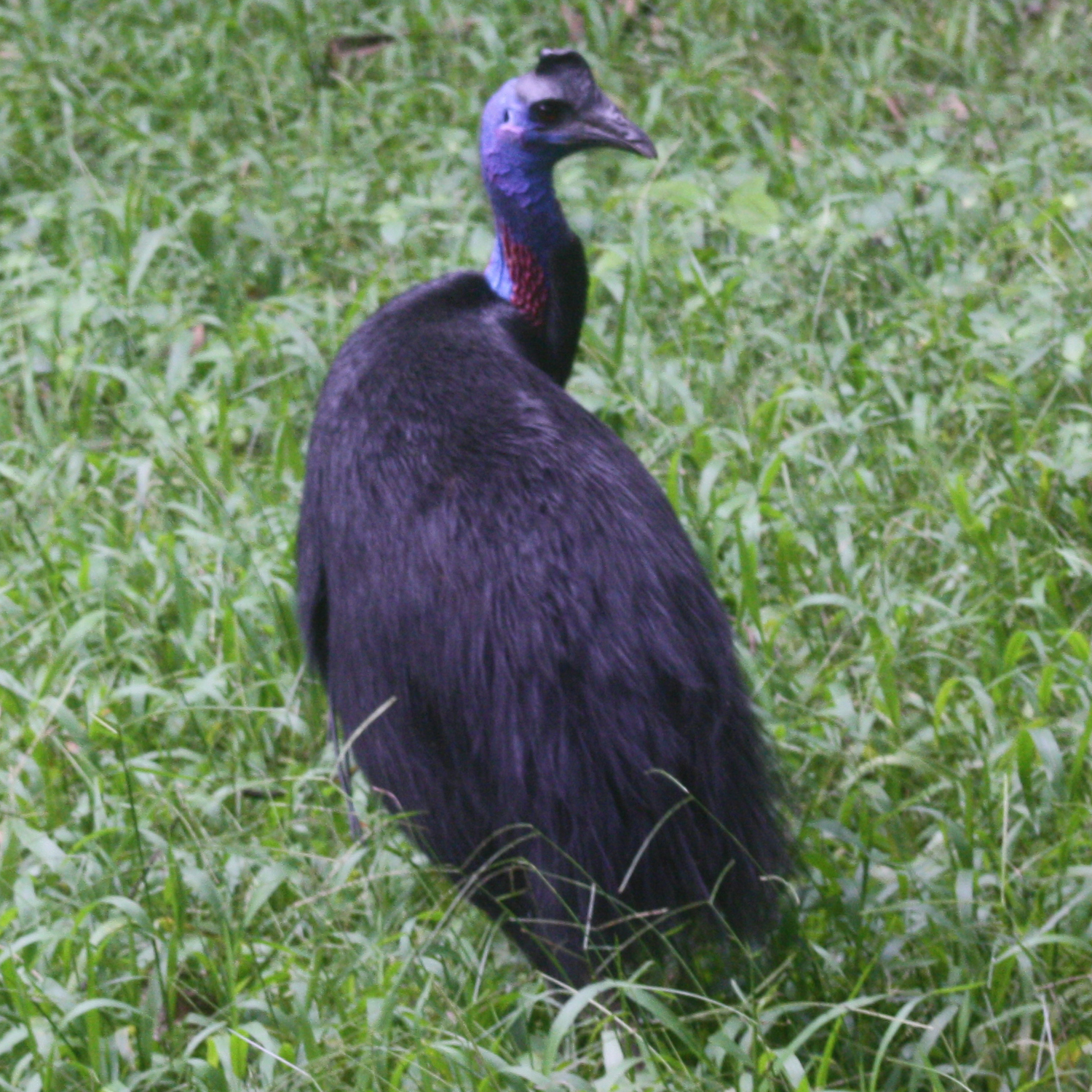
Казуар малий

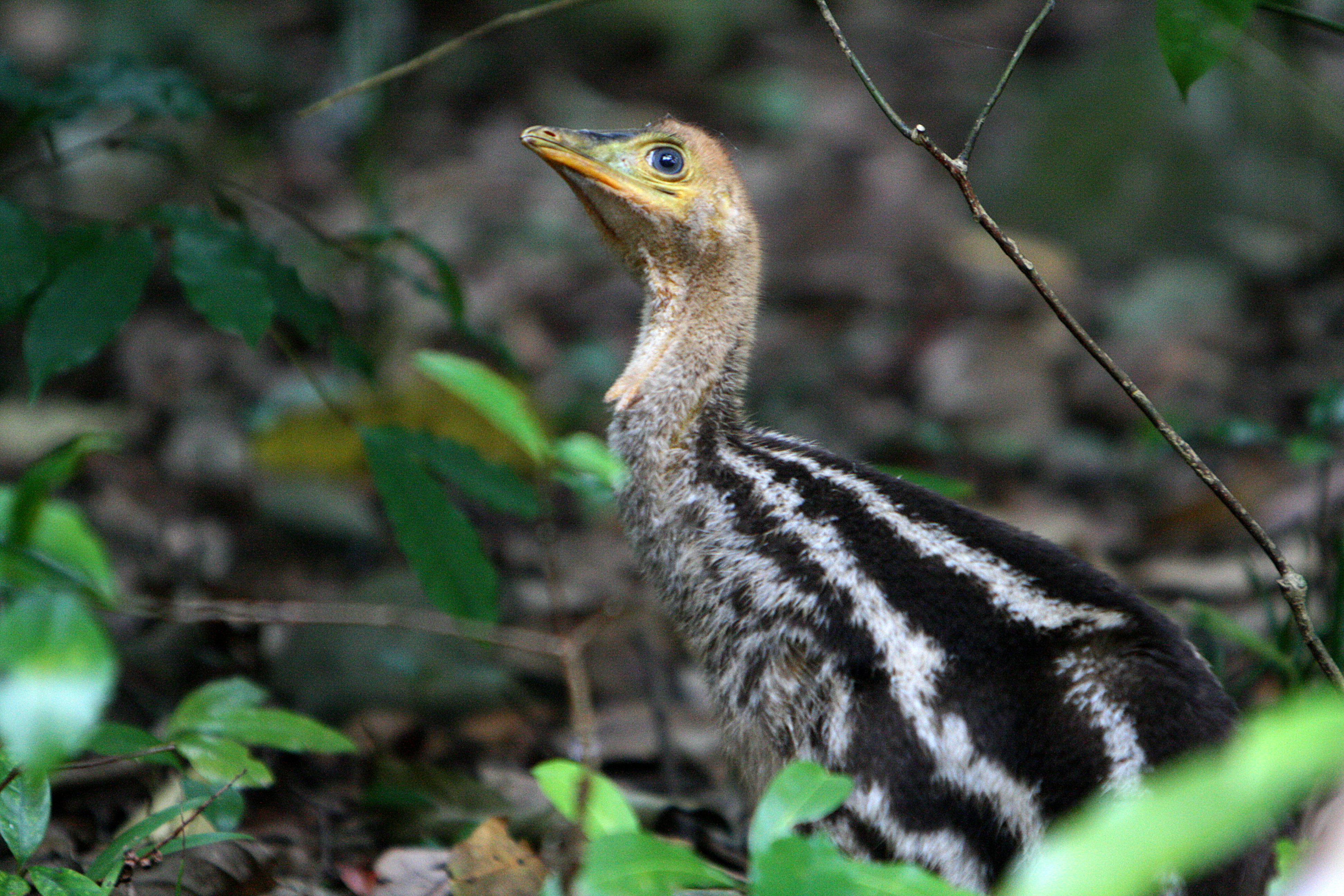
Пташеня казуара звичайного

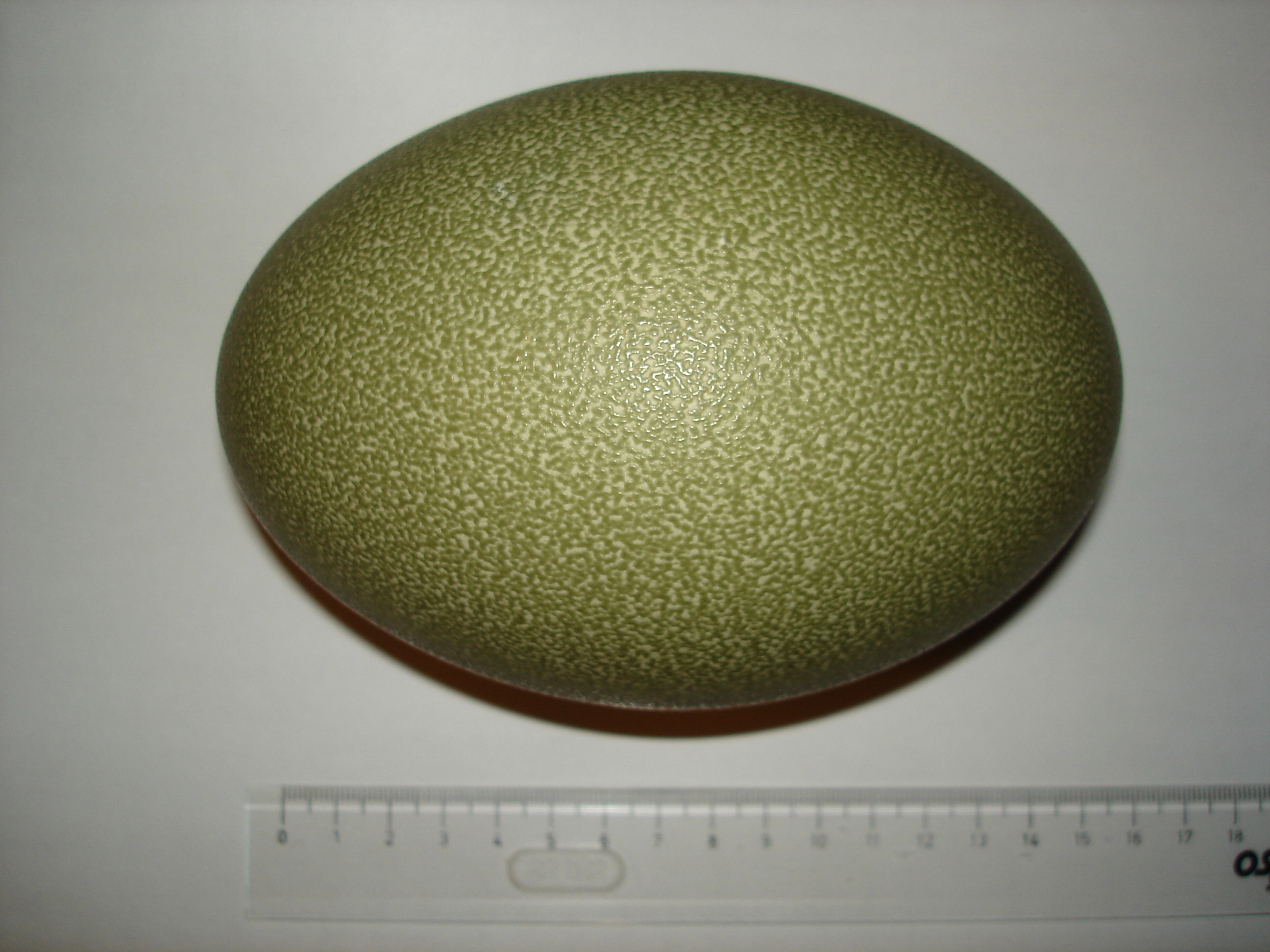
Яйце казуара звичайного

У перекладі з індонезійської назва птаха означає «рогата голова».

## Класифікація
Казуари належать до підкласу безкілевих птахів, до якого також належать ему, нанду, страуси, моа і ківі. Рід включає 3 сучасних види:
- Казуар шоломний, або казуар звичайний (Casuarius casuarius)
- Казуар малий (Casuarius bennetti)
- Казуар жовтошиїй (Casuarius unappendiculatus)

## Ареал
Казуари водяться у тропічних лісах Нової Гвінеї і на північному сході Австралії. Ареали всіх трьох видів почасти перетинаються, хоча казуари різних видів уникають зустрічей, воліючи заселяти різні території.
Так, казуар жовтошиїй живе переважно в низовинних лісах, казуар шоломний на середніх висотах, а казуар малий у гірських лісах. У місцевостях, де не трапляються інші види, казуар малий може спускатися до висоти рівня моря.

## Опис
Казуари — великі нелітаючі птахи, зрілі особини шоломоносного казуара сягають до 1,5-1,8 м заввишки й важать близько 60 кг. Казуари є найбільшими птахами в Австралії і другими за розміром птахами у світі після страуса.
Усі три види казуарів мають виріст на голові, який зветься шоломом. Шолом складається з рогової речовини — твердого матеріалу, що має губчасту структуру. Є кілька версій щодо функції цього шолома. За однією — він є вторинною статевою ознакою. За найпоширенішою версією, казуари застосовують шолом, щоб продиратися крізь підлісок під час бігу (для чого витягають голову вперед, розклинюючи тілом зарості). Цілком можливо, що казуари застосовують його як зброю у сутичках за домінування або як засіб для розгрібання опалого листя, коли шукають їжу. Останні 3 версії оскаржуються біологами, а деякі роблять припущення, що шоломи відіграють роль у спілкуванні за допомогою звукових сигналів. Це припущення зроблено на підставі того, що мурук і шоломоносний казуар видають низькочастотні звуки, які можуть бути засобом спілкування в густих тропічних лісах.
Оперення казуарів чорне, пір'я позбавлене гачків, які надають пружність перу. Через це пір'я казуарів і ему гнучкіші й м'якіші, ніж у більшості інших птахів. Крила в казуарів рудиментарні, з редукованим маховим пір'ям — до 5-6 схожих на голки рогових стрижнів, завдовжки у дорослих птахів від 6 до 20 сантиметрів (вважають, що вони захищають тулуб під час руху крізь підлісок). На головному пальці крила є кіготь — примітивна ознака. Хвостові пір'їни в казуарів відсутні. Самиці казуарів більші за самців, яскравіше забарвлені та мають більші шоломи. Молоді особини мають коричневе оперення, у них відсутні яскраві барви на шиї і вирости на голові істотно менші, ніж у дорослих птахів. Ноги казуара дужі, трипалі, мають гострі кігті. Кинджалуватий кіготь внутрішнього пальця має довжину близько 120 міліметрів. Цей кіготь у казуарів править за зброю захисту, удари ним дуже небезпечні. Казуари, біжучи крізь густий ліс, здатні розвивати швидкість до 50 кілометрів на годину, можуть стрибати до 1,5 м у висоту й добре плавають. Усі казуари потайливі птахи, що мешкають у глибині лісу.

## Спосіб життя
Через прихований спосіб життя помаранчевошиїй казуар і казуар-мурук вивчені недостатньо. Виключаючи шлюбний період, казуари мешкають поодинці. Значну частину часу вони витрачають на пошук їжі, активні в темний час доби, пік активності — під час вечірніх та ранкових сутінків, вдень звичайно відпочивають. Казуари годуються здебільшого впалими фруктами або фруктами з нижніх гілок дерев, грибами, равликами, жабами, комахами, зміями та іншими дрібними тваринами. Точний період парування окремих різновидів невідомий, проте значна частина популяцій висиджують пташенят з липня по жовтень.
Самець оглядає ділянку площею від 1 до 5 кілометрів, і якщо на неї заходить самиця, самець починає шлюбну гру. При цьому у самця здіймається пір'я, він починає кружляти навколо самиці; шия надувається, блищить особливо яскраво і самець випускає глухе «буу-буу-буу».
Після розмноження пара ще кілька тижнів залишається разом. При цьому самиця відкладає від 3-х до 8 яєць у гніздо, звите самцем. Яйця казуара блідого зеленкувато-блакитного кольору, мають розмір близько 9-14 сантиметрів і вагу до 650 грамів. Самиці здебільшого не беруть участі у висиджуванні яєць і турботі про пташенят. Часто вони йдуть на ділянку до іншого самця, з яким знову паруються. Самці висиджують яйця близько 2-х місяців і самі піклуються про пташенят. Після 49-56 діб висиджування яєць з них вилуплюються пташенята, які мають світло-коричневе забарвлення з темними коричневими смугами вздовж тіла. Пташенята здатні через кілька годин після вилуплення бігати й тримаються батька близько дев'яти місяців. У піврічному віці вони змінюють забарвлення на одноколірне коричневе, приблизно в цей же час стає помітний і шолом. На другому році життя казуари поступово набувають вигляду зрілого птаха й наближаються до відповідних розмірів. Статева зрілість настає на 3 році.
Про тривалість життя казуарів відомо мало, оцінки коливаються від 12 до 19 років у дикій природі, у зоопарках казуари досягали віку 40 років.

## Популяції

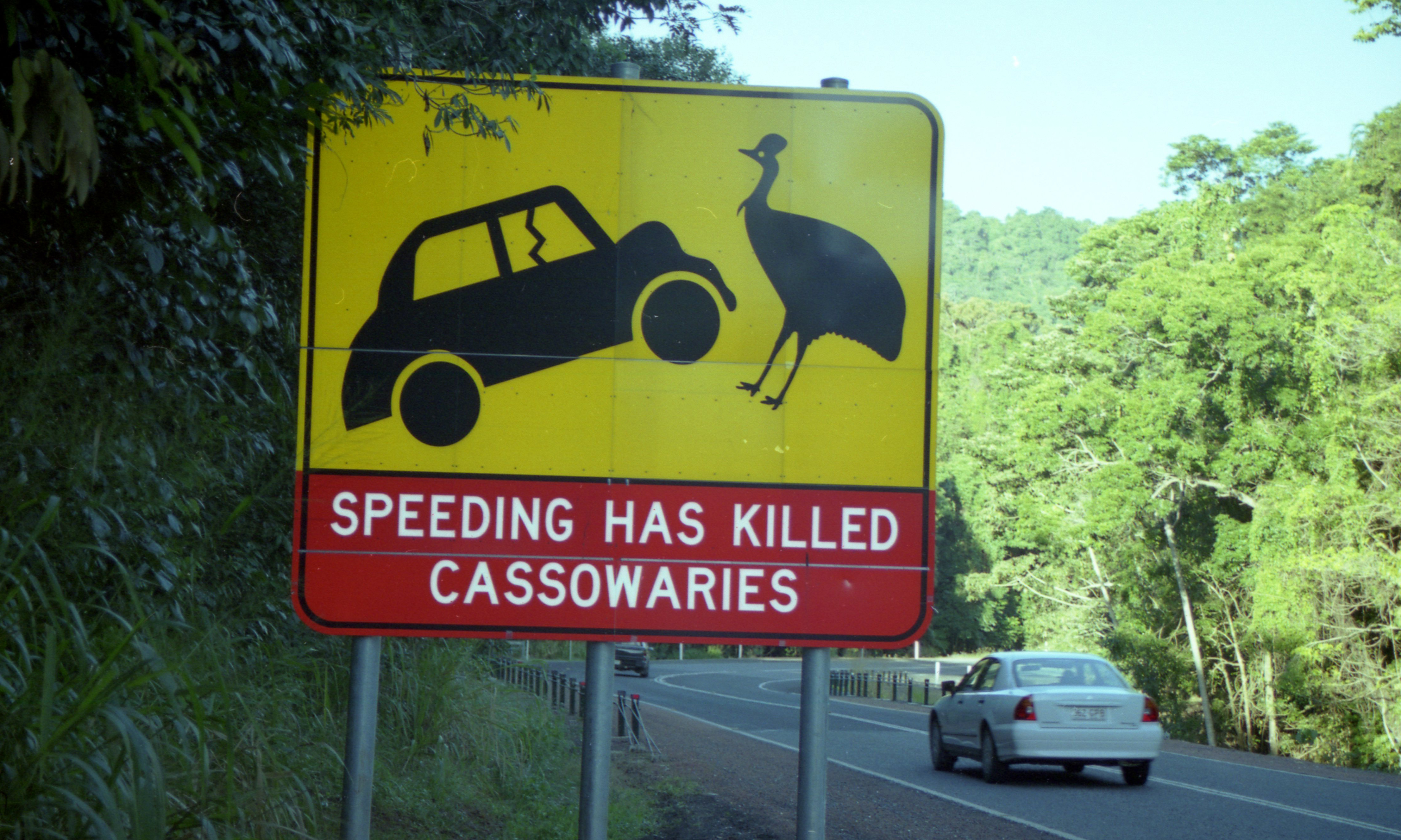
Дорожній знак, що попереджає про небезпеку зіткнення з казуаром

Ареали помаранчевошийого і шоломоносного казуарів увесь час скорочуються, з цієї причини вони належать до видів, що перебувають під загрозою. Розмір популяцій оцінюють у межах від 1500 до 10 000 особин.
Скорочення ареалів призвело до того, що окремі казуари стали виходити з тропічних лісів до людського житла, що спричиняє конфлікти із садівниками. (Хоча в деяких місцях птахів стали залучати для показу туристам). В Австралії шоломоносний казуар перебуває під охороною, при цьому на тих дорогах, де можлива поява цих птахів, навіть можна побачити дорожні знаки про можливе зіткнення з ними.

## Здатність до самозахисту
Видання Книги рекордів Гіннеса у 2004 р. наводить казуара як найбільш небезпечного птаха на Землі. Звичайно птах досить потайливий, але, якщо сполохати, здатен потужними ногами завдати смертельних ран навіть дорослій людині.
Частота й тяжкість каліцтв, заподіяних працівникам зоопарків, свідчать, що казуари — одні з найнебезпечніших для утримання птахів. Унаслідок численних зіткнень казуарів з людиною величезні площі австралійських національних парків були тимчасово закриті, щоб запобігти контактам людини з цими птахами. В Австралії останній відомий випадок, коли казуар вбив людину, стався у 1926 році.